# Корнелис Кетел
Корнелис или Корнелиус Кетел (на нидерландски: Cornelis Ketel) е холандски художник маниерист, творил в Лондон през Елизабетинската епоха и по-късно в Амстердам. По-известен е като портретист, макар много от картините му да са на историческа тема.

## Биография
Ражда се в Гауда, Холандия, през 1548 г. Кетел е насочен към изобразителното изкуство от витражиста Дирк Крабет, който е приятел на семейството му. Учи в Делфт, после в Париж. След като работи известно време във Франция е принуден да я напусне, тъй като френското правителство изгонва всички холандци. Завръща се в Гауда за кратко и после заминава за Англия, където работи до 1581 г. Получава удар през 1613 г. и умира 3 години по-късно.
- Картини на Кетел
- „Сър Мартин Фробишер“, ок. 1577 г.
- „Томас Рийд“, 
1578 г.
- „Жена на 56 г.“,
 1594 г.
- „Двоен портрет на брат и сестра“, ок. 1604 г.